# Vroudenspil
Vroudenspil (gespr.: Freudenspiel, von mhdt. vröuden-spil, etwa „Zeitvertreib, Unterhaltung“) ist eine deutsche Folk-Band aus München, welche aus acht Mitgliedern besteht.

## Geschichte
Gegründet 2005 in Rosenheim von Propagandapirat Lump und Dax vom Berg entstand die Vorform von Vroudenspil zunächst als zweiköpfige Gruppe auf der Suche nach neuen Mitgliedern. Nachdem bis 2006 Käpt’n Rapit, Freibeuter Petz und Phyra zur Band stießen, wurde als „Formatio Vroudenspîl“ begonnen, traditionelles Liedgut im eigenen Stil zu interpretieren.

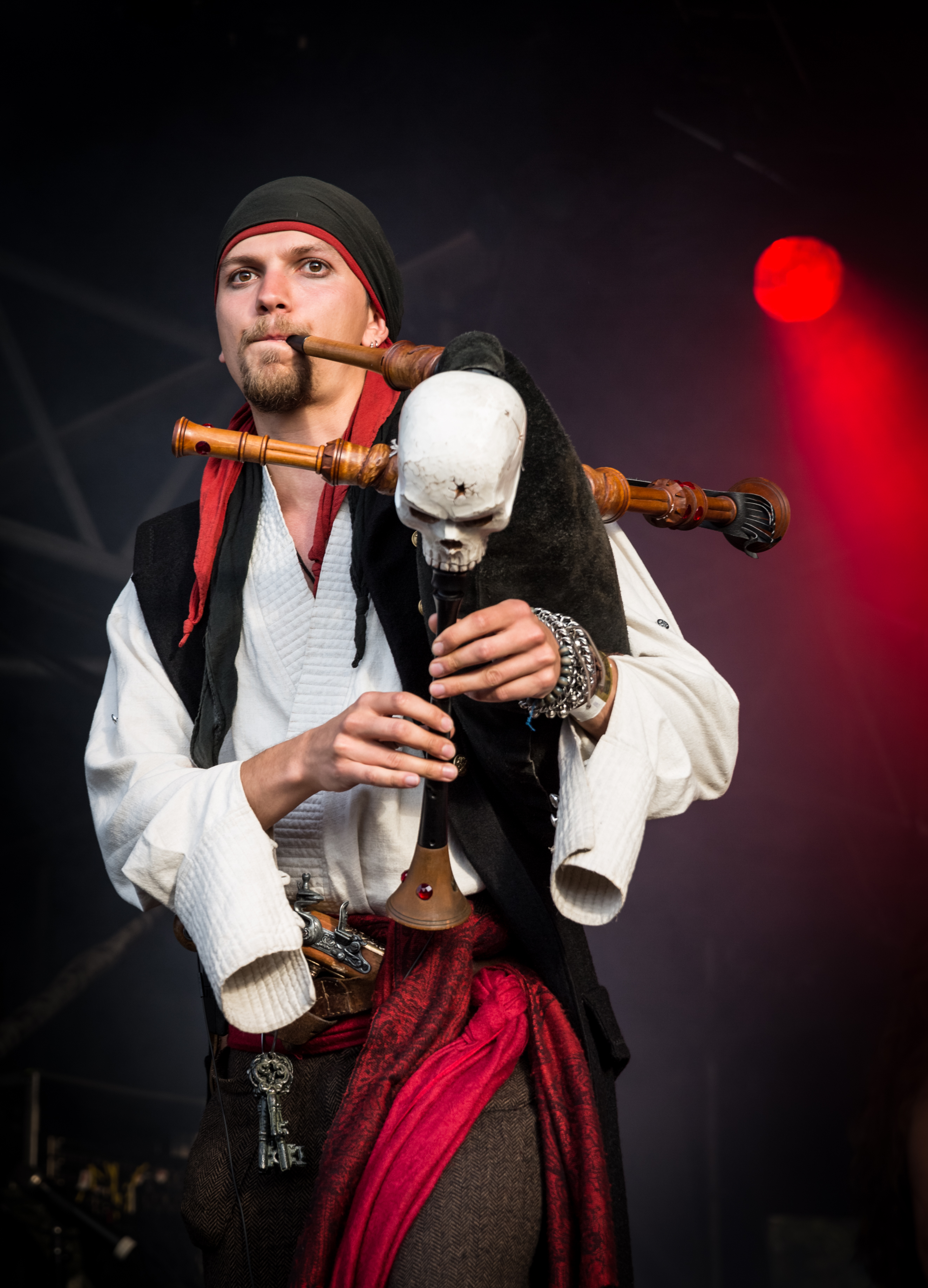
Freibeuter Petz

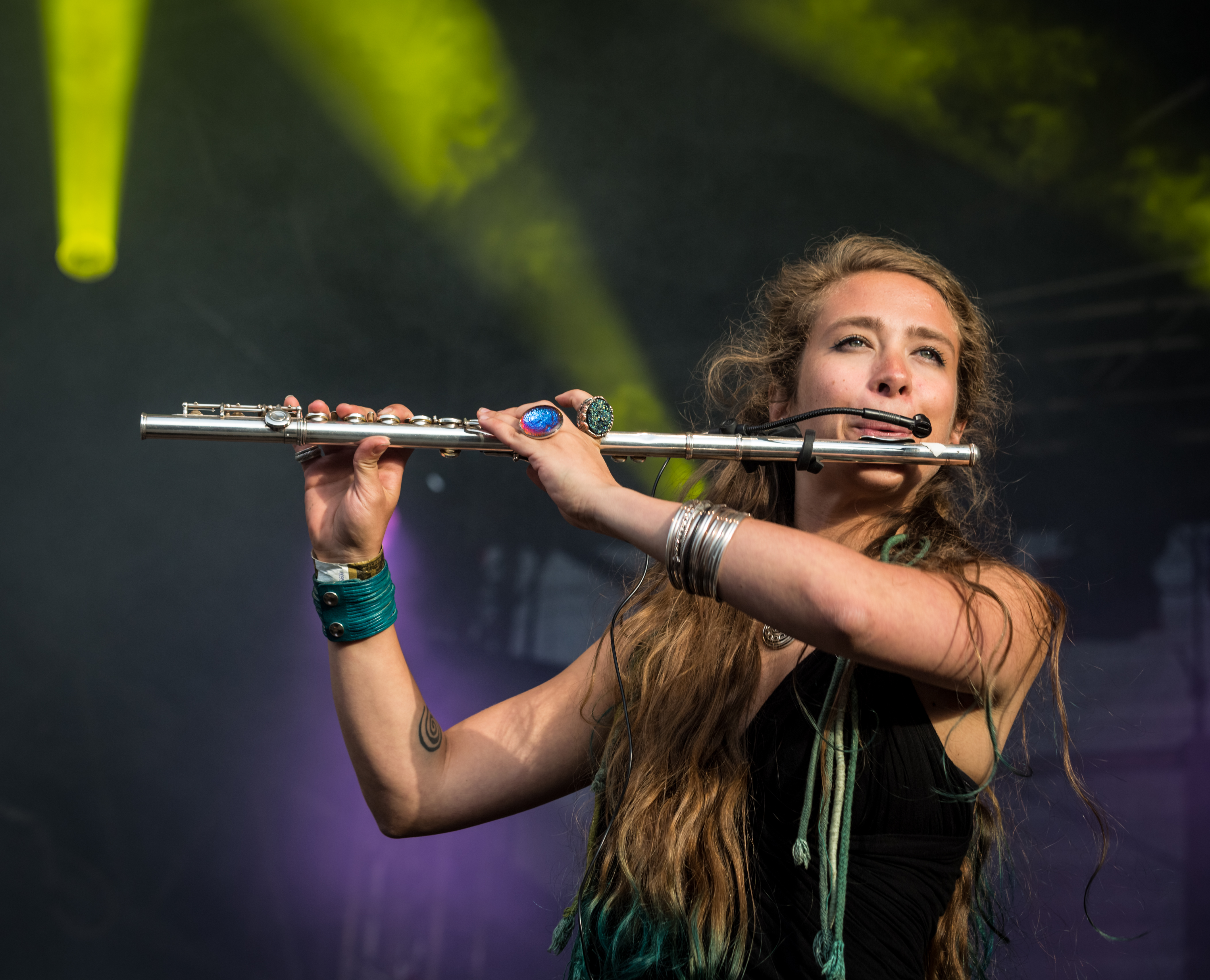
Phyra

Nach etwa einjährigem Bestehen in dieser Formation folgten mit der Aufnahme von Ratz von der Planke 2006 die ersten öffentlichen Auftritte der Band.
Mit Brabantus an der Djembe, dafür ohne Käpt’n Rapit, wurden 2007 die Aufnahmen für die erste Demo-CD Flibustier durchgeführt. Seit etwa diesem Zeitpunkt begann die Formation statt traditioneller Stücke selbstkomponierte Lieder zu spielen und sich von der Mittelalter-Marktmusik hin zur rockigen Folkmusik zu bewegen. Diese Umstellung wird als Gründung der Band Vroudenspil, wie sie in heutiger Form existiert, gesehen.
In der folgenden Zeit mehrten sich die Auftritte auf verschiedenen Festivals. Zudem stieß Gomorrha, das Tier als Schlagzeuger zur Band. Wenig später verließ Propagandapirat Lump die Gruppe.
Im Herbst 2008 begannen die Aufnahmen für das Debütalbum Lunte gerochen, welches schließlich im März 2009 veröffentlicht wurde.
Nach dem Release setzte die Gruppe ihre Auftritte auf verschiedenen Veranstaltungen in ganz Deutschland, der Schweiz und Österreich fort, beispielsweise auf dem Wave-Gotik-Treffen, dem Festival-Mediaval (Selb), dem Tanzt!-Festival (Kufstein) sowie auf dem StuStaCulum und dem mittelalterlichen Weihnachtsmarkt in München.
Im Herbst 2009 begannen die Arbeiten für ein neues Album. Zeitgleich trat 4-Finger-Jane am E-Bass der Band bei, der E-Bass war vor dieser Neuerung unbesetzt. Ende des Jahres 2009 hat Gomorrha (Schlagzeug) die Band verlassen; Vroudenspil hat in „dem Kraken“ einen Nachfolger gefunden.
Im Sommer 2010 spielte die Band auf diversen Festivals in ganz Deutschland, unter anderem erneut auf dem Wave-Gotik-Treffen, dem Umsonst und draußen Festival (Stuttgart), dem Schlosshof-Festival (Höchstadt/Aisch), dem Burgfolk Festival (Mülheim/Ruhr, Schloss Broich), dem Folklorum Festival (Nähe Görlitz, Kulturinsel Einsiedel) und dem Tanzt!-Festival (Kufstein).
Ende 2010 gab es einen weiteren Mitgliederwechsel als Brabantus die Band verließ und durch „Flosse, den neunten Arm“ an Akkordeon und Percussions ersetzt wurde.
Am 31. März 2011 erschien das zweite Album Tote Narren, das am 19. März 2011 bei der Releaseparty in Rosenheim vorgestellt wurde.
2011 hatte die Band Auftritte in Deutschland, Österreich und Dänemark, unter anderem als Support von Letzte Instanz. Vroudenspil spielte auf dem Feuertanz-Festival, erneut auf dem Wave-Gotik-Treffen sowie dem Tanzt!-Festival (München) und auf diversen anderen Veranstaltungen.
Im April 2012 verließ „Flosse, der neunte Arm“ die Band zugunsten eines anderen Projekts. An seine Stelle trat der „Seewolf“, der seither Akkordeon und Percussions übernimmt.
2012 verzeichnete die Band einige Erfolge und spielte neben Auftritten in Deutschland (Schlosshof-Festival, Mittelalterlich Phantasie Spectaculum (Dortmund), Tanzt!-Festival (München)) erneut im Ausland: im Frühjahr in Italien (Gods of Folk-Festival, Casalromano), im Herbst in den Niederlanden (Elf-Fantasy Fair, Arcen).
Kurz vor dem 5-jährigen Band-Bestehen kündigte die Band im September 2012 ein drittes Album an, welches am 19. April 2013 unter dem Namen Pulverdampf erschien. Dem Release-Konzert folgte 2013 eine Tour durch Deutschland (u. a. Mittelalterlich Phantasie Spectaculum (Hamburg-Öjendorf, Borken, Weeze), Wave-Gotik-Treffen, Feuertanz-Festival, Piraten Tage (Rügen), Pirates-Festival (Jülich), Met-Bar (Lenzburg, CH), Tanzt!-Festival (München)).
Im September 2013 entschied sich „4-Finger-Jane“ aus persönlichen Gründen, ihr Engagement bei Vroudenspil zu beenden. Ihre Nachfolgerin „Zora“ übernimmt seither den Posten an Bass und Gesang. Im Gegensatz zu „4-Finger-Jane“ spielt Zora auf einem E-Kontrabass.
Anfang Juli 2015 nahm die Band im Great Hall Studio in Ebermannstadt ihr viertes Studioalbum Fauler Zauber auf. Für die Produktion zeichnet dabei Simon Michael (Subway to Sally) mitverantwortlich.
Im Frühjahr 2016 gab die Band bekannt, dass Ratz von der Planke die Band aus beruflichen Gründen zum Jahresende verlässt. Die Band fuhr im Winter 2016 die so genannte „Fauler Winterzauber Tour“ mit Feuerschwanz und war Teil der Eisheiligen Nacht 2016.
Seit April 2017 sind Vroudenspil mit "Don Santo" am Gesang und "Absolem" an der Gitarre, dafür ohne "Zora" am Bass unterwegs, die ebenfalls aus beruflichen Gründen die Band im August 2017 verließ.

## Stil
Die Band selbst bezeichnet ihren Stil als Freibeuter Folk – einer Mischung aus Folk-Rock, Musik der Mittelalterszene und Ska.
Vroudenspil möchte Musik spielen, „welche so modern ist, dass jeder abrocken und Mittanzen möchte“, doch soll sie gleichzeitig auch so zeitlos sein, dass die „Essenz der Gefühle jener Epoche so nah erscheint, als wäre sie direkt erlebbar“.
Aufgrund des Verzichtes auf elektrische Gitarren und den damit ausbleibenden Anleihen, etwa von Hard Rock oder aus dem Heavy Metal, wird die Band allgemein nicht dem Mittelalterrock zugeordnet, da sie aber häufig zusammen mit Vertretern dieses Genres auf Festivals auftritt, wird sie von den Medien teilweise dieser Stilrichtung zugeschrieben.

## Diskografie
- 2007: Flibustier (Demo)
- 2009: Lunte gerochen (Album; Zerberus Music)
- 2011: Tote Narren (Album; Zerberus Music)
- 2013: Pulverdampf (Album; Totentanz)
- 2015: Fauler Zauber (Album; Hicktown Records / MSG Records)
- 2019: Panoptikum (Album; Hicktown Records)
- 2024: Schattenuhr (Album)